# Viesca, Coahuila
Viesca là một đô thị thuộc bang Coahuila, México. Năm 2005, dân số của đô thị này là 19328 người.